# Барак Хаджиб
Барак Хаджиб (д/н — 1234/1235) — 1-й султан Кермана з династії Кутлугханідів в 1222—1235 роках. Повне його ім'я Наср Аль-Дун'я в'ал-Дін Абу'л-Фаваріс Кутлугсултан Барак Хаджиб.

## Життєпис
Походив зі династії каракитаїв. Син Кулдуза. Замолоду брав участь у війні проти Хорезму. 1210 року після поразки каракитайського війська у битві на рівнині Іламиш разом з братом Хан Темур Таянгу потрапив у полон до хорезмшаха Мухаммеда II. Останній невдовзі звільнив Барака, призначивши на цивільну посаду. Близько 1217 року отримав посаду хаджиба (намісника) Ісфагану.
1218 року після знищення Каракитайського ханства військами Чингізхана закликав родичів разом з підвладними племенами перебиратися на південний захід. Невдовзі призначається атабеком Гіяс ад-Дін Піршаха (сина Мухаммеда II). Відзначився у битві проти Саада I Салгурида, атабека Фарсу.
1222 року за різними відомостями вирушив до Делійського султаната по допомогу або внаслідок сварки з Таджаддіном Карімом аш-Шарком, візиром Гіяс ад-Дін Пуршаха, рушив до Сітану. На шляху до нього завдав поразки Шуджа ад-Діну Абул-Касіму, маліку Керману, захопивши місто та регіон. Невдовзі отримав від хорезмшаха Джелал ад-Діна право на Керман і титул кутлугхана (звідки походить назва усієї династії).
Після поразки військ хорезмшаха у 1224 році став майже незалежним, але почав перемовини з монголами. 1225 року допоміг Алі ібн Харбу з династії Насридів захопити трон в Сістані. 1228 року прийняв в себе Гіяс ад-Діна Пуршаха, який втік з Ісфагану. Тут примусив його погодитися на шлюб свій з його матір'ю, чим було закріплено права на трон Кермана. Але 1229 року було викрито змова проти Барака, який наказав стратити Пуршаха та його матір. Того ж року прийняв іслам, ставши Барак-Хаджибом. Встановив дипломатичні стосунки з Багдадським халіфатом, звідки отримав титул кутлуг-султана. Також уклав союз з Ісфахсаларом, атабеком Єзду, видавши за сина останнього свою доньку.
1230 року визнав зверхність Монгольської імперії, отримавши від хана Уґедея підтвердження панування Барака Ходжи над Керманом. Водночас видав свою доньку за брата останнього — Чагатая. Натомість 1234 року відправив сина Мубарака до Каракорума. Помер того ж або 1235 року. Йому спадкував небіж Кутб ад-Дін Мухаммад-хан.

## Родина
- Севіндж-Туркан, дружина хана Чагатая,
- Якут-Туркан, дружина Махмуд-шаха, атабекаЄзда
- Хан-Туркан, дружина Кутб ад-Дін Мухаммад-хана
- Мар'ям-Туркан, Мухі ад-Діна, атабека Єзду
- донька, дружина хорезмшаха Джелал ад-Діна
- Рукн ад-Дін Ходжа аль-Хакдк (д/н—1252), султан Кермана